# 神戸新交通8000型電車
神戸新交通8000型電車（こうべしんこうつう8000がたでんしゃ）は、神戸新交通が1981年のポートアイランド線（ポートライナー）用として1980年に導入したAGT（新交通システム）の車両である。

## 概要
8000型は1981年（昭和56年）2月5日のポートライナー開業時から営業運行を開始した。すべての編成が1980年（昭和55年）に製造されており、そこからの増備は一切行われていない。すべて川崎重工業で製造された。
8000型の形式称号は、1980年代の新型車両であることに由来する。開業と同年に開催された神戸ポートアイランド博覧会の愛称が「ポートピア'81」であり、博覧会の交通手段となるこの車両の片側先頭車両が「81○○」となるようにあわせられた。
車両の製造元である川崎重工業が開発していたKCV (Kawasaki Computer Control Vehicle) をベースにしたKNT (Kobe New Transit) システムを採用するため、浮沈式転轍器に対応した案内輪を車両の両サイドに設置している。このタイプに対応したAGT車両は、8000型と2000型・2020型のみである。
1979年11月15日に車両設計認可が下り、第1編成は1980年4月15日に中埠頭車両基地へ搬入され、5月27日から試運転が開始された。7月20日には12編成全車の搬入が完了し、翌年の営業運行開始から2009年の営業運転終了まで28年以上にわたり活躍した。
車両価格は総計で41億3,500万円であり、1編成（6両）あたり約3億4,458万円（1両あたり約5,743万円）である。

## 構造
海上都市ポートアイランドと都心を結ぶ新しい交通機関にふさわしい車両を目指して「安全な車両」「機動的な車両」「経済的な車両」「近代都市環境にマッチした車両」「市民に親しまれる快適な車両」を設計の5本の柱とし、車両の基本設計は、昭和52年5月、「KNT(Kobe.New.Transit)システム基本事項」で決定された。従来の鉄道車両の設計において準拠される基準、通達では対処できないため、昭和49年に「新交通システムの安全等について-中量軌道システムを対象にして-」、昭和50年に「新交通システムの設計基準（中量軌道輸送システム）」が答申され、これらの基準をもとに設計されている。

### 車体
車体は耐食アルミニウム合金溶接構造で、直線状の車体。前頭部形状は折れ妻構造で、正面中央に折り畳みはしご付きの非常用貫通扉を配置し、貫通扉を挟んで右側には愛称、左側には社名のロゴが入っている。塗装は明るいクリーム色にコーポレートカラーである緑のアクセントカラーを配している。乗降扉は開口幅1,400mmの戸袋式両開き引戸を車両側面中央に1つずつ配置。扉は電磁自動開閉式で、自動制御で戸閉を行うために空気圧検知式の戸挟検知機能および戸閉保安機能を有している。側窓は、幅1,670mm、高さ930mmの大型窓ガラスで、安全対策のため上部3分の1が25mmのみ内側に開く内折れ式となっている。なお、運転席横の窓ガラスのみ横2枚構造で、手動運転時に先頭側が横に開くようになっている（通常は施錠され開かない）。
車両の大きさは、路線条件である最小半径30mの曲線を通過可能なこと、走行輪の負担過重、開発中の実験車両の大きさ、および機種選考委員会における車の大きさの審議等を考慮して、定員75名、車体長さ約8m、車体幅約2.4m等が決定された。車両の高さは、道路などの立体交差部により制限され約3.2mとなった。車両編成は、運行計画より運行間隔ラッシュ時2.5分、乗客数ラッシュ時１時間当たり約10,000人を条件とし、上記の車両の大きさより、6両固定編成となった。
同時期に開業した大阪市交通局南港ポートタウン線（こちらも海浜部を走る）の100系車両は普通鋼製だったことが災いし、塩害により2001年（平成13年）までに全て廃車となっており、車体の構造が明暗を分けた格好である。

### 主要機器
中間車のみ電動機を装備する 4M2T であり、三相交流600V（剛体3線式）の架線電圧を全サイリスタ3相全波整流回路により直流に変換し給電する。3相のうち1相分を分巻界磁用として2組の単相ブリッヂ接続の全サイリスタを通じて直流変換し、主電動機の分巻界磁に給電する。力行から回生ブレーキまでの制御は、主回路スイッチの切り替えなしにサイリスタの無段階位相制御により分巻界磁電流を反転させることにより行う。前進、後進の切り替えは、主電動機電機子を逆転器により転換することによって行う。
車両制御装置は、電気指令式電空併用とし、三菱電機製直流複巻電動機を使用した回生ブレーキ付サイリスタ位相制御（可逆式サイリスタレオナード制御）を採用する。起動時はジャーク制御用限時限流値ステップ方式で目標速度に到達させ、定電流制御によるノッチ選択指令方式により定速度制御を行う。主回路の位相制御が限界に達した後は、分巻界磁電流を弱め電機子電流との比率を変える弱め界磁電流を行う。回生ブレーキには所要の減速度が自由に選択できるトルク指令方式を採用する。ノッチ数は自動運転装置と協調できるように考慮するとともに、ノッチオフは、サイリスタ位相制御により電機子電流を絞り込む減流遮断により行い、事故時には速やかに事故電流を遮断する高速度遮断器によって行う。
台車の案内方式は、機種選考委員会での審議内容を踏まえ、安全性、乗心地、保守、実績等の総合判断により、車両に設けた4つの案内輪による両側案内全輪ステアリング方式となった。車輪支持装置は電動台車と付随台車で異なり、電動台車の場合は駆動力伝達のため全浮動式のハブ構造とし、付随台車の場合には回転する車軸に走行輪およびブレーキディスクを取付ける構造とする。懸架装置は乗心地の良い平行リンク式全輪独立懸架式を採用し、空気ばねはマクラバリと車軸支持リンク上の間に設けている。
走行輪は、設計基準では「気体入りゴムタイヤ車輪は、タイヤパンク時に作用する補助輪を設けるものとする。ただし特殊のゴムタイヤ車輪についてはこの限りでない。」と規定されており、実験車両でも補助輪内蔵型のテスト実験が多かったものの、乗客の安全対策やオーバーロード検知装置の考え方等から、あえてウレタンゴム充填のノーパンクタイヤ（13/80 R20、直径1,045mm、幅300mm）を営業線として初めて採用した。開業後も耐久性等について調査検討し引き継き補助輪内蔵型と比較するとしていた。なお、六甲アイランド線（六甲ライナー）用の1000型以降は中子式気体入りゴムタイヤに変更されている。案内輪も同じくウレタンゴム充填のノーパンクタイヤ（4.50-10-6PR 125/75 R12、直径486mm,幅120mm）とした。速度発電機の取り付けられている案内輪は、常に案内軌条に接触させておくためのばね構造をもったものとしている。
集電装置は、U相、V相、W相の3組1体型の3線バネ圧式集電装置 (川崎重工製のCK79-1形、CK79-2形集電器) が、中間2車両を除いた4車両の付随台車に1編成につき計8個取り付けられている。軌道側面に取り付けられた電車線から3相交流を集電するもので、案内横はりの両側に取り付けられたオレンジ色のアームが電車線を押さえつけながら集電する。
列車検知装置は、車両がゴムタイヤであるため従来の軌道短絡方式は使用できないので、地上に布設された閉塞ごとの平行2線と列車の前後に設けられた送信器により、情報の授受を行い、列車の存在を検出する高周波連続式チェックイン・チェックアウト方式を採用している。列車の最前部、最後部からそれぞれIN信号OUT信号を常時送信し、最前部の送信アンテナはアンテナ照査受信器により確実に送信できていることを常時照査する。受信器は並列2重系で構成され、無送信時には異常信号を出力する。
開業時は、車両の安全性を保持するために、オーバーロード検知装置が取り付けられ、定員超過を空気ばね内圧で検知すると、車両のベルが鳴り全車両の扉が閉じない構造となっていた。各駅コンコースにオーバーロード時の旅客対応に関する表示がなされ、オーバーロード時には「定員超過」の電光表示や自動案内放送で降車を促す放送が流れるなど、エレベーターと同じ考えで運行されていた。
全線高架方式でかつ全駅にホームドア、落下物検知装置等を備えていることから、軌道上に物や人が入らないよう対策されているが、万が一軌道上に異物が入った場合に備えて、排障器の後方に接触検出装置を設備しており、運行の支障となる異物が接触した場合に車両の非常ブレーキが作動する仕組みとなっている。また、従来の鉄道では当時採用されていなかった「非常停止ボタン」が開業当時より設置されており、先頭車両には3箇所、中間車には2箇所ずつ設置されていた。車両の非常扉開、扉異常開および列車分離が発生すると、すべての動作に優先して、誘導無線装置より非常発報が発令され、関連区間のき電を自動的に遮断する。外部電源が故障の際に備え、1編成あたり2組の蓄電池が設置されている。焼結式ニッケルカドミウムアルカリバッテリ（容量40AH（5時間率））を搭載し、停電時にも予備照明、車内換気、中央指令所との情報伝送および保安制御が行われるよう設計されている。
通常は自動列車運転装置 (ATO) と自動列車制御装置（ATC）により自動運転が行われている。車上装置は、ATC信号、ATO信号により地上情報を受け取るとともに、車両自身の情報を得て論理演算し、制御および制動装置等に指令を行ういわゆる車上パターン方式を採用している。ATCブレーキ作動時の乗心地向上のために、ATC制限速度の下位変化点の手前に減速地上子を設け、地上から送信されている減速信号を受信し、ATCブレーキの動作に先立って、ATO装置により減速度2.5km/h/sの減速制御を行う。列車が駅停止点に接近すると、地上から送信されている定位置停止信号を受けて、ATO装置は駅の定位置停止のための減速パターンを発生する。列車速度は、このパターンに追従するように制御され停止する。目標停止点の±300mm以内に停止できなかった場合は、中央からの前方インチングまたは後方インチング指令により位置合わせを行う。扉/発進方向保安装置により、扉開方向および前後切り替え方向の保安を確保している。また、開業当初より駅通過制御も搭載しており、駅通過指令を受けると定位置停止信号を無視して駅間走行を継続させる。列車の扉状態、定位置停止状態、扉インタラプト状態、駅通過状態、停止状態、バッテリ状態、故障状態、後方インチング状態、前後進状態およびオーバーロード状態は、常にモニタリングされ、中央指令所に伝送されている。
列車検知装置は、閉塞ごとに地上に布設された平行2線に流れる信号電流を、案内輪横はりに取り付けられたATC車上アンテナにより連続的に受電し、受信器で信号条件を選別し、車内信号表示灯に現示するとともに、速度照査部に信号条件を送る。速度照査部では、速度発電機により得られた列車速度と信号条件による制限速度を比較し、列車速度が制限速度以上の場合は制動を、制限速度以下になると緩解を指令し、列車速度を連続的に制御する。本装置は主要部を3重系とし、演算部はデジタル式で主要部にはICを使用し、高精度および小型化をはかり、高い信頼性を確保するとともに保守の軽減が図れる構造としている。信号は20.0KHzを搬送波とする方型波振幅変調で、信号の種別によって変調周波数が定められている。無信号である場合は絶対停止を指令し非常制動がかけられる。

### 車内
内張には不燃性の繊維強化プラスチック板および焼付塗装アルミニウム板を使用、天井にはグローブ付き蛍光灯、予備灯8個および放送スピーカー2個が配置され、両端部に冷風吹出用グリルおよび排気用グリルが取り付く。この換気口は各車両外観の側面上部左端に1つずつ確認できる。車内幅は 2,145 mm 、車内高は 1,990 mm である。アイボリーの内壁、うすい朱色のパターンの柄がある床が採用。座席は、ブルー系表地の5人掛けロングシートが設置されており、床面上高さ430mm、奥行480mm、1人につき幅430mm確保されている。開業時の車両諸元では、乗車定員は先頭車両で73人（座席定員18人、立席定員55人）、中間車両で75人（座席定員20人、立席定員55人）とされている。座席下の蹴込板裏面には電気暖房器が取付けられている。乗降ドア付近の天井にはつり革の代わりとなるパイプが、ロングシート付近にはつり革が設置されている。
客室艤装は搭載機器が多いため、室内の四隅を機械取付けスペースに利用し、各機械はまとめてキセ内に収め、客室内へ露出しないように配慮されている。荷物棚はない代わりに、中間車両の収納箱上部は荷物置き場として利用することができた。
各車両に中央指令所との通話装置（非常時に乗客と運転指令所間で通話する装置。黒色送受話器型）および非常停止ボタンを各車両に設けたほか、先頭車の非常扉を開くと自動で非常発報装置が作動する。また、前述のオーバーロード検知装置により車両が運行できないほど大幅に定員超過するとブザー・自動案内放送が鳴るとともに天井中央部の「定員超過」ランプが点灯するようになっていた。
先頭車には進行方向右側に手動運転用の運転台が設けられており、運転マスコン、速度計器類、扉開閉ボタン等の他、列車無線送受信器、入切スイッチ、連絡スイッチ、放送スイッチ、緊急呼出スイッチ、話中表示灯および呼び出しブザーを設ける。乗務員室等はなく誰でも運転席に座ることはできるが、通常は無人運転であるため運転台は格納されており開けることはできない。

#### バリアフリー対応
開業当時より、乗務員が乗車しない無人運転を想定していることから、扉が開閉する直前にドアブザーが鳴動するようになっている。優先席は背ずりに大型のピクトグラムが描かれており存在が明確になっている。また、交通バリアフリー法に基づいて製造された2000型にあわせて、8000型にも順次車椅子スペースを設置し、全乗降扉上には日本語・英語・中国語・韓国語の4か国語に対応した3色LED式の車内案内表示装置を設置。扉開予告表示灯がその両隣にある。

## 編成

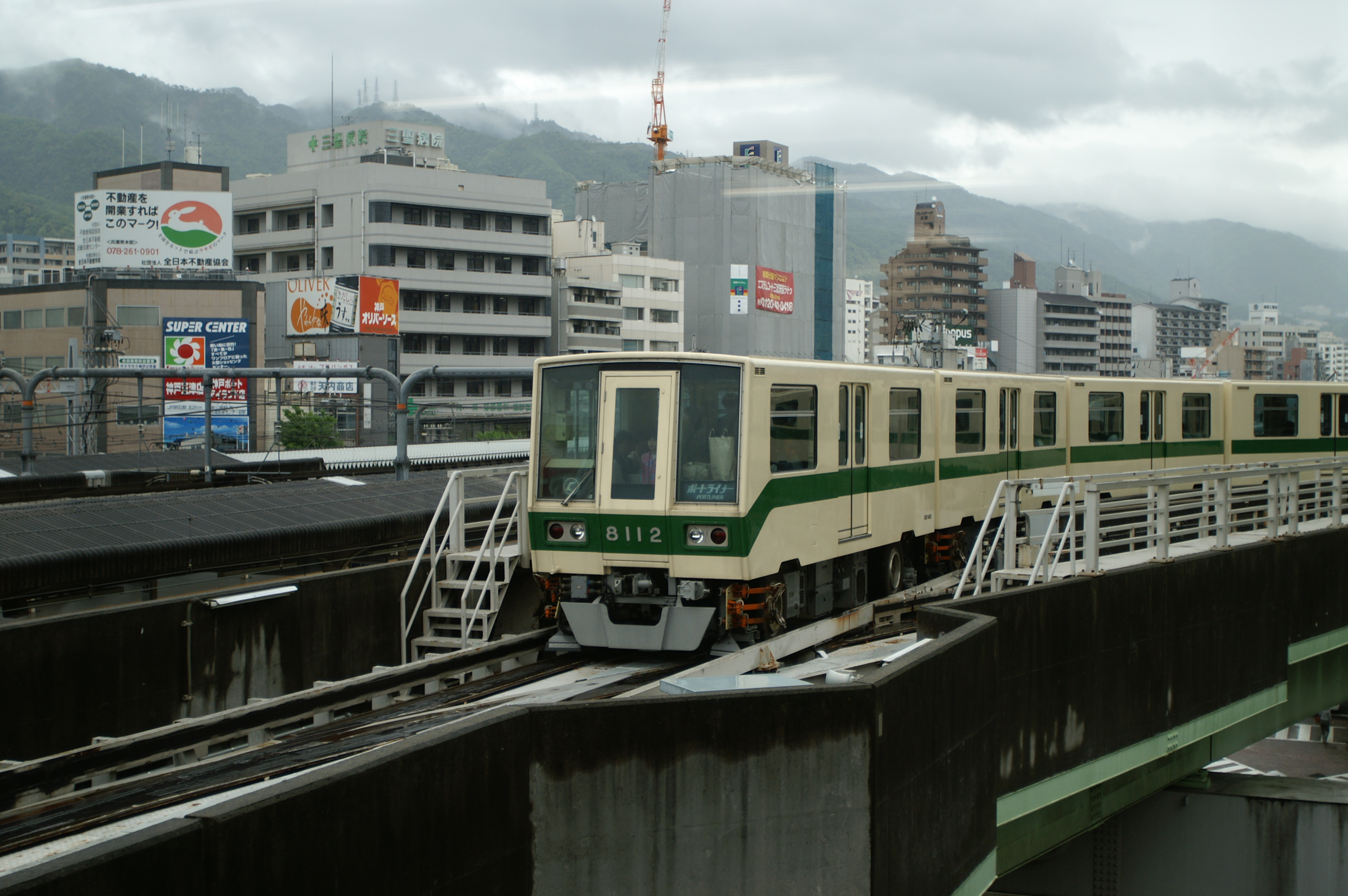
三宮駅を出発した8000型

車両番号の付与方法は、千の位で8000型を表す「8」を、百の位で号車番号を、十ならびに一の位で編成番号を示す。開業に合わせて神戸ポートアイランド博覧会（ポートピア'81）が開催されることから、片方の先頭車両（Tc1側）が「81○○」となるように考えられたものでもある。

### 形式
8100形 (Tc1)
制御車。
8200形 (M1)
中間電動車。
8300形 (M2)
中間電動車。
8400形 (M3)
中間電動車。
8500形 (M4)
中間電動車。
8600形 (Tc2)
制御車。

### 編成表
2006年4月1日現在。なお、当形式が運用されていたポートアイランド線では、運用によっては三宮駅に到着する度に車両の向きが変わるため、車両の向きは一定していない。
| 号車      | 号車 | 1            | 2           | 3           | 4           | 5           | 6            | 廃車          |
| 型式      | 型式 | 8100型 (Tc1) | 8200型 (M1) | 8300型 (M2) | 8400型 (M3) | 8500型 (M4) | 8600型 (Tc2) | 廃車          |
| 編成 番号 | 1    | 8101         | 8201        | 8301        | 8401        | 8501        | 8601         | 2008年9月2日  |
| 編成 番号 | 2    | 8102         | 8202        | 8302        | 8402        | 8502        | 8602         | 2008年9月18日 |
| 編成 番号 | 3    | 8103         | 8203        | 8303        | 8403        | 8503        | 8603         | 2009年3月1日  |
| 編成 番号 | 4    | 8104         | 8204        | 8304        | 8404        | 8504        | 8604         | 2009年2月28日 |
| 編成 番号 | 5    | 8105         | 8205        | 8305        | 8405        | 8505        | 8605         | 2009年3月28日 |
| 編成 番号 | 6    | 8106         | 8206        | 8306        | 8406        | 8506        | 8606         | 2009年11月8日 |
| 編成 番号 | 7    | 8107         | 8207        | 8307        | 8407        | 8507        | 8607         | 2009年5月8日  |
| 編成 番号 | 8    | 8108         | 8208        | 8308        | 8408        | 8508        | 8608         | 2009年2月26日 |
| 編成 番号 | 9    | 8109         | 8209        | 8309        | 8409        | 8509        | 8609         | 2009年6月5日  |
| 編成 番号 | 10   | 8110         | 8210        | 8310        | 8410        | 8510        | 8610         | 2008年5月7日  |
| 編成 番号 | 11   | 8111         | 8211        | 8311        | 8411        | 8511        | 8611         | 2008年5月26日 |
| 編成 番号 | 12   | 8112         | 8212        | 8312        | 8412        | 8512        | 8612         | 2008年6月19日 |

## 営業運転の終了
2006年（平成18年）に神戸空港開港にともなう輸送力増強用として新型車両2000型を導入したが、この時点では本型式の代替はなされなかった。しかし、開業から四半世紀以上運行したことによる老朽化もあり、2008年（平成20年）度から3年間かけて全車両を2000型に置き替えることが決定した。

その後、海浜部という特殊環境ゆえに塩害による機器の故障が頻発したことなどから、当初の予定より早く2009年（平成21年）11月8日に営業運転を終了することが発表された。同年10月31日から11月7日までさよなら運転として三宮駅 - 神戸空港駅（もしくは中埠頭駅）間を臨時列車として運転し、硬券記念乗車券も発売され、11月8日に最後の1編成である第06編成が三宮-神戸空港間を臨時列車として運転し、営業運転を終了した。

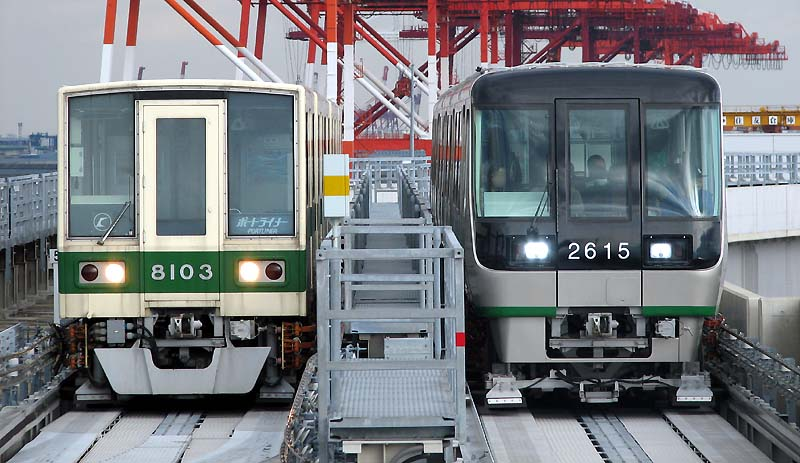
2000型と並ぶ8000型

## その他
- この車両の試作車は1000型と名乗っており、3両編成で前面の貫通扉に窓がなく灯具周りも8000型と異なる形となっていた[17]。先頭車に当たる車両は1両（KNT-1101）しかなく、最後尾に当たる中間車には妻面窓が設けられていた[18]。試作車は1979年（昭和54年）5月22日に発表され、川崎重工業 旧・加古川車両工場（現・カワサキモータース加古川工場[19]）内の「KCV加古川試験線」で走行試験が開始された[20]。
- 2006年4月までに、全車両にガラス飛散防止フィルムが貼り付けされた。
- 2008年2月に、第12編成を含む3編成が期間限定で神戸コレクションのラッピングが施された。
- 2008年4月1日 - 5月6日、IKEAポートアイランド（現IKEA神戸）のオープン記念として第10編成がIKEAのラッピングが施された「IKEA HOME FURNISHING LINER」が運行された[21][22]。外装だけでなくソファー、ブラインド、床、壁などの内装もすべてIKEA仕様に施されていた。4月14日とGW期間を除く月・木は運休。

## 保存車
8000型のトップナンバーの先頭車であるKNT-8101と中間車のKNT-8201が、中埠頭車両基地で静態保存されている。通常は非公開であるが、2014年11月9日に開催された「ポートライナーフェスティバル2014」で初めて公開された。

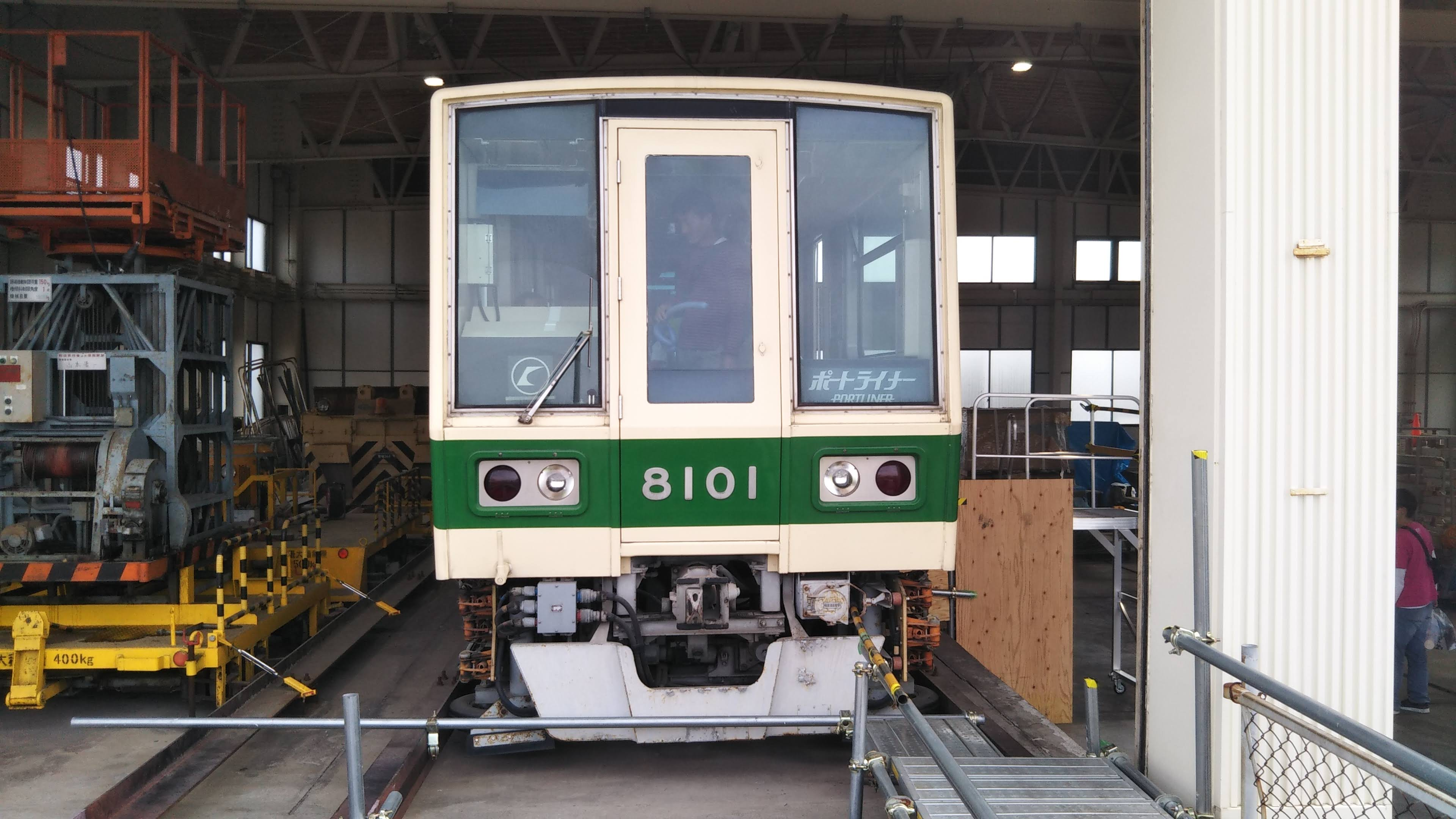
中埠頭車両基地に保存されているKNT-8101（手前）とKNT-8201（奥）